# آداب السلالم المتحركة

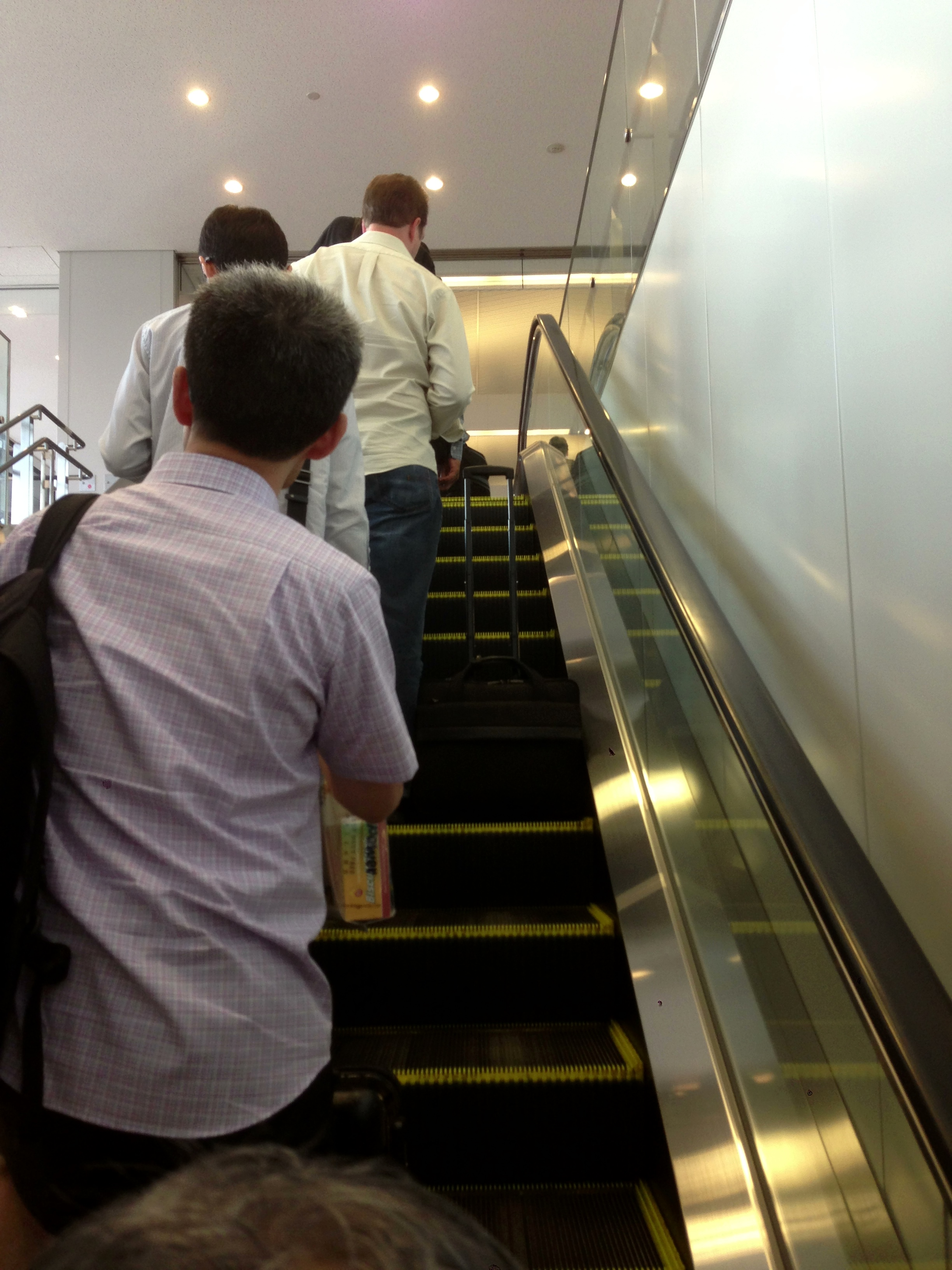
ثقافة الوقوف على يسار السلم الكهربائي في اليابان

آداب السلالم المتحركة هي آداب استخدام السلالم المتحركة في كثير من الأماكن حول العالم. هناك اتفاقية أو عُرف عام يقضيان بأن يقف الأشخاص في جانب معين من السلم الكهربائي للسماح للآخرين بالسيرعلى الجانب الآخر، الوقوف على اليمين هو أكثر الأوضاع شيوعًا بعد تصميم السلم المتحرك الأول في لندن. في القرن الحادي والعشرين كانت هناك حملات تدعو للوقوف على كلا الجانبين لأسباب تتعلق بالسلامة أو لزيادة السعة.

## الوقوف يسارًا أو يمينًا أو كلاهما

### لندن
اُستخدمت السلالم المُتحركة ذات الطراز القديم التي تم تركيبها في مترو أنفاق لندن في محطة إيرلز كورت وحصل مصممها تشارلز سيبيرجرعلى براءة اختراع. لم يكن يسمح التصميم للركاب بالنزول مباشرة باتجاه المترو كما هو الحال الآن، وكان يقتصر على جانب واحد للسلم الكهربائي بلا درجات أسفله، وكان الجانب الذي يجب الوقوف به هو الجانب الأيمن حتى لا يضطر المُشاة القادمون من الأعلى إلى قطع الصفوف الثابتة للأشخاص الذين يقفون وينتظرون وصول السلم للمترو.

### أستراليا
على عكس لندن في استراليا يقف المتجهون إلى المترو على اليمين والمُشاة إلى اليسار.

### اليابان
اقترحت هيئة النقل في لندن تجربةً جديدة حيث أن النمط القديم للوقوف يقلل أحيانًا من كفاءة السلالم المتحركة، كما يمكن أن تزداد نسبة النقل بنجاح إذا وقف الأشخاص على كلا الجانبين، أما اليابان فلديها أعراف خاصة ومختلفةٌ، حيث خرجت حملة بعنوان «ممنوع السير» في عام 2015 وتقترح هذه الحملة أن يقف كل المسارين على السلم الكهربائي دون أن يمشي أحدهما لأسباب تتعلق بالسلامة، وأوصت أيضًا أن يترك كل من يستقل المصعد خطوة فارغة بينه وبين الشخص الذي أمامه.

## معرض صور

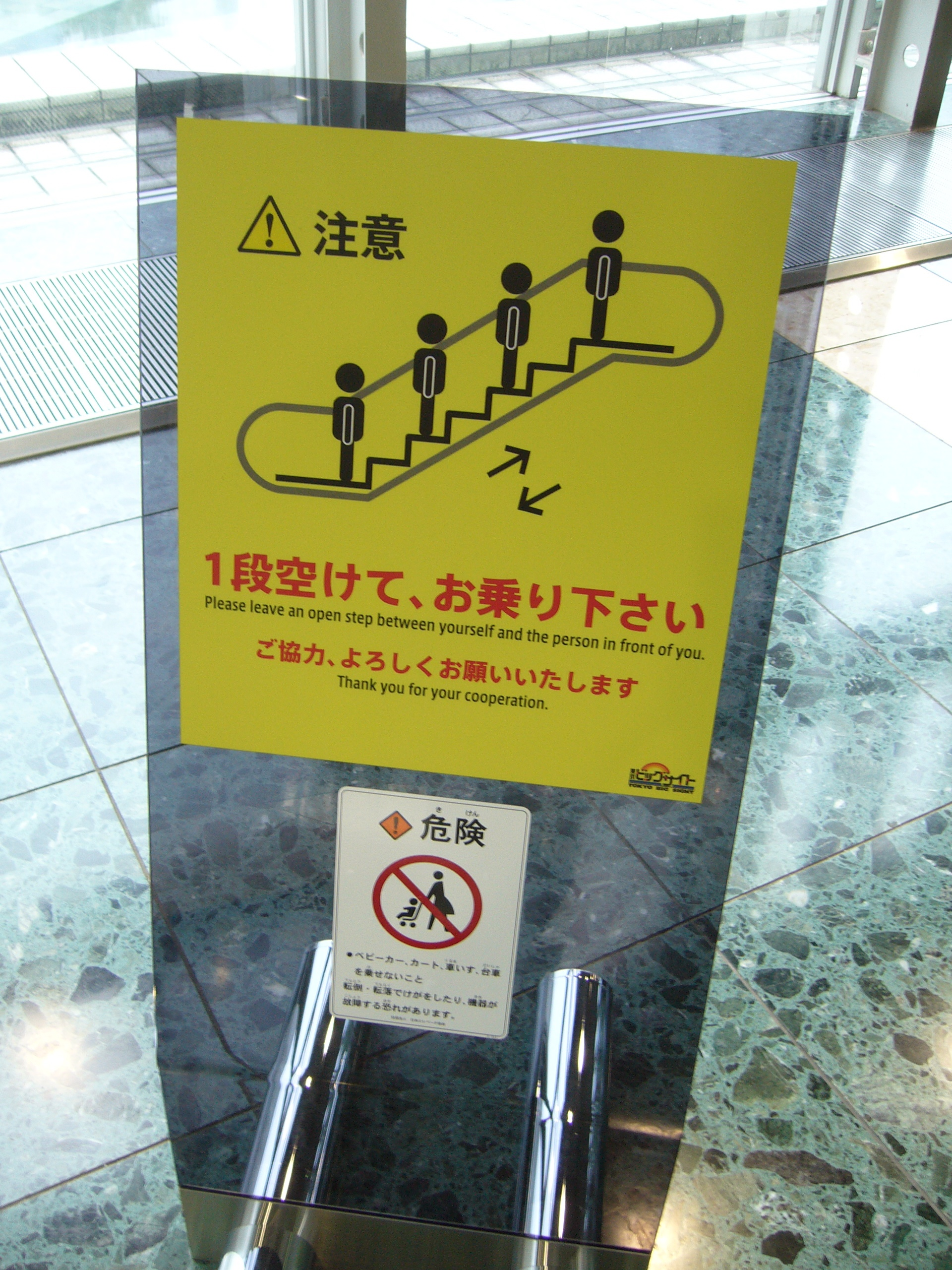
تحذير حول ترك خطوة فارغة
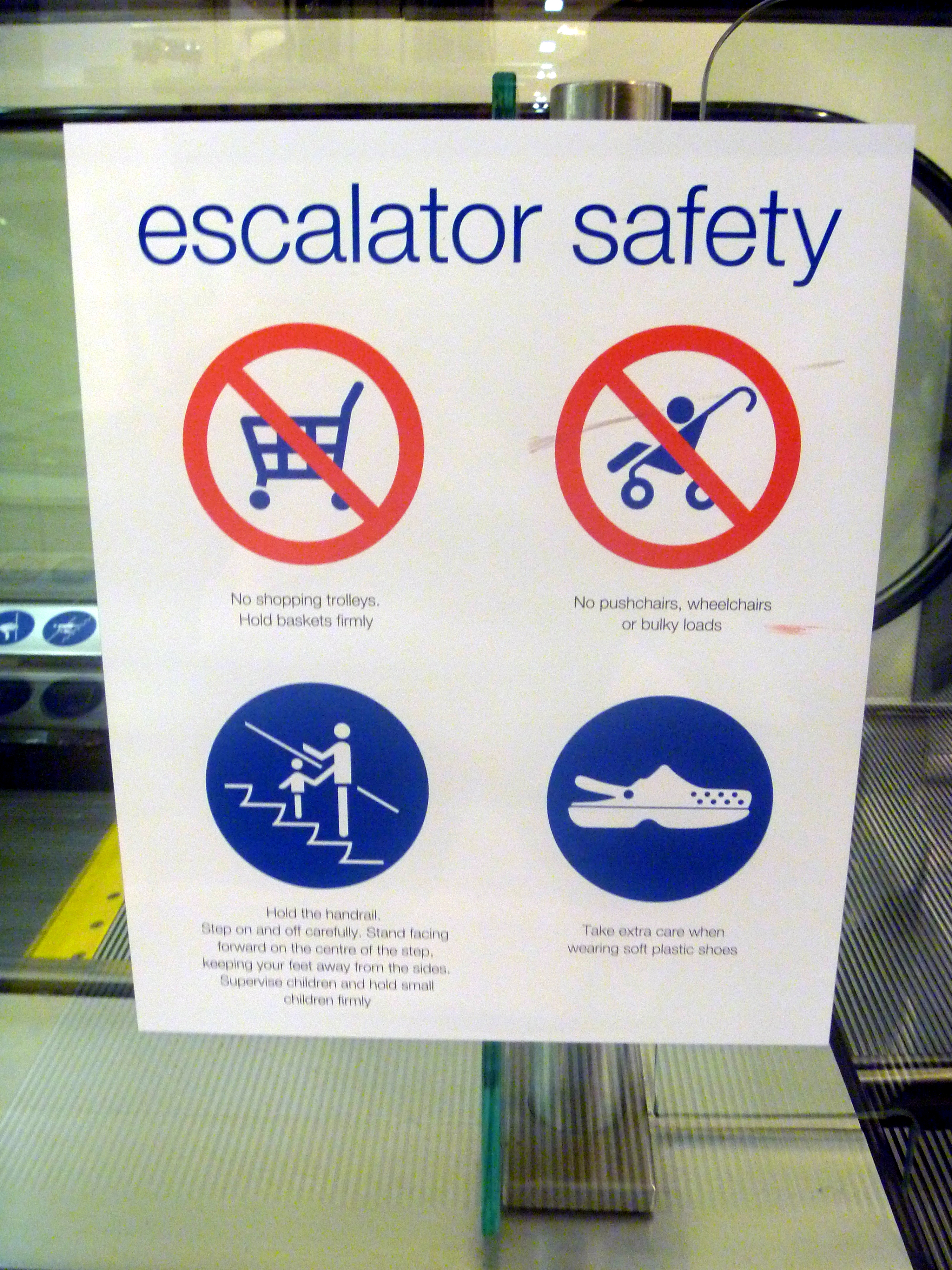
تحذير حول ارتداء حذاء الكروكس في محطة فينسبري
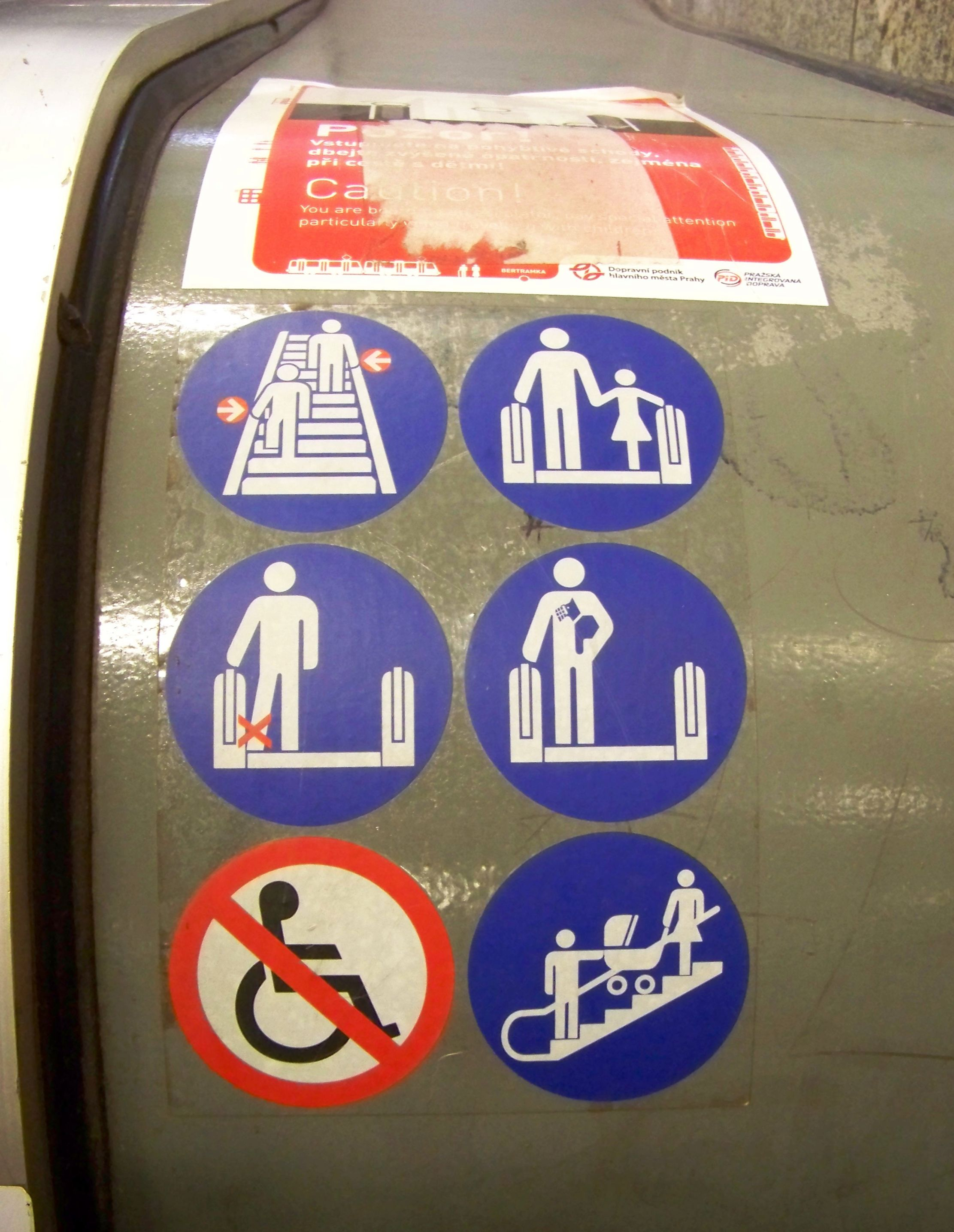
ارشادات السلم الكهربائي في محطة بالموفكا في براغ
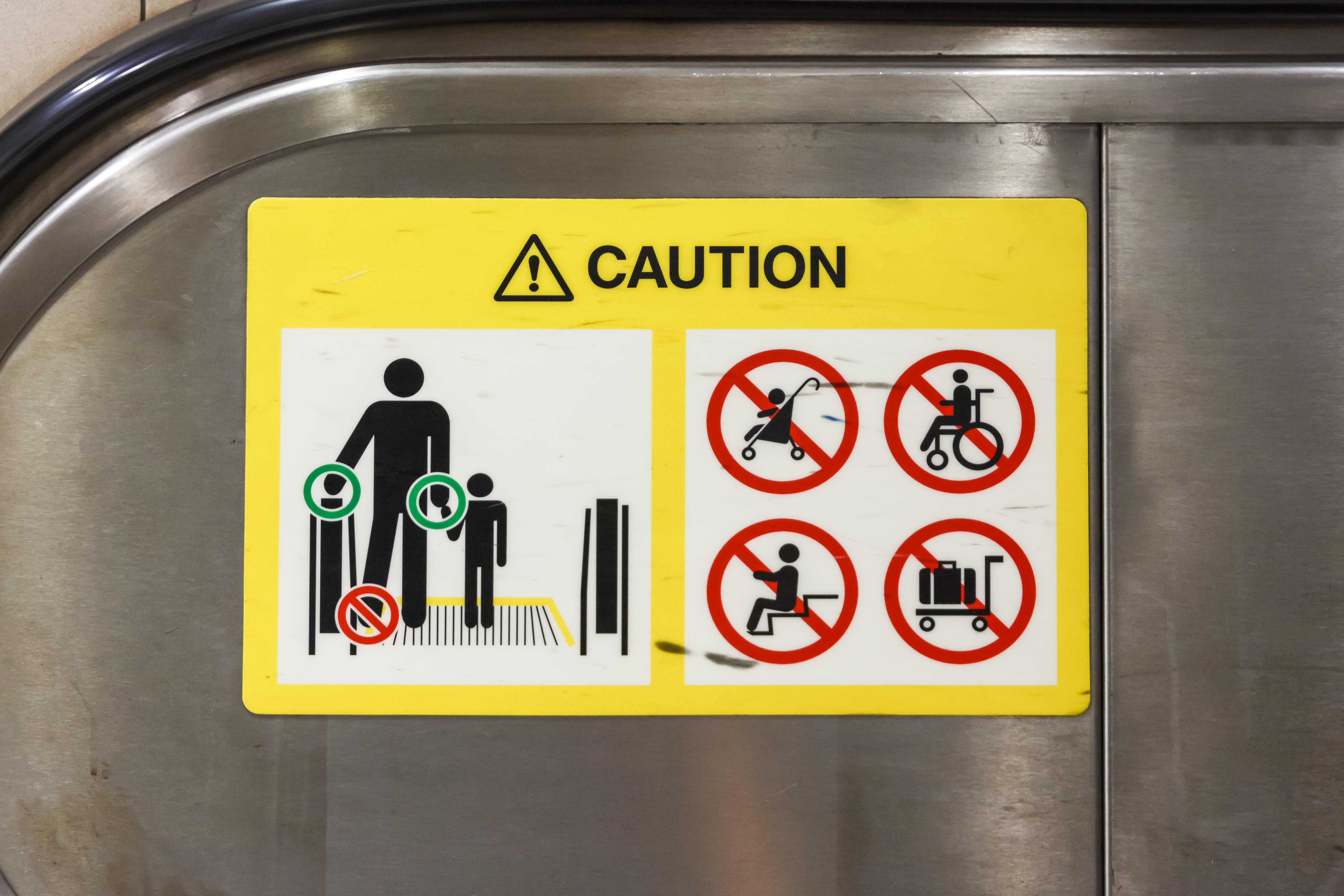
ارشادات السلم الكهربائي في سنغافورة